# Drzetowo
Drzetowo (do 1945 niem. Bredow) – część miasta Szczecina, na osiedlu Drzetowo-Grabowo, położona nad Odrą. 
Pierwszą powojenną, tymczasową nazwą było Brodów.

## Historia
Drzetowo zostało przyłączone do Szczecina w 1900 wraz z Grabowem i Niemierzynem. W 1857 król Prus Fryderyk Wilhelm IV powołał do życia jedną z ważniejszych pruskich stoczni „Vulcan”, która produkowała okręty wojenne: pancerniki (większe to „Rheinland”, „Pommern”, „Preußen”, „Mecklenburg”), krążowniki (największe: „Hansa” i „Hertha”) oraz statki pasażersko-towarowe, z których cztery przed I wojną światową wielokrotnie zdobywały Błękitną Wstęgę Atlantyku oraz ówcześnie największy na świecie statek pasażerski z napędem parowym: „Kaiserin Auguste Victoria”. Na „Vulcanie” istniał także osobny wydział, produkujący lokomotywy. Zabudowania stoczni zostały doszczętnie zniszczone podczas II wojny światowej. 
Główne ulice to Rugiańska, Komuny Paryskiej oraz Księcia Franciszka Ksawerego Druckiego-Lubeckiego przy których mieści się cześć mieszkaniowa osiedla, oraz ulica Ludowa przy której znajdują się tereny Szczecińskiej Stoczni Remontowej „Gryfia”. 
Komunikację zapewniają głównie linie tramwajowe 6, 6 bis oraz 11, oraz linie autobusowe: 53, 67 i 69 wykonujące kursy tylko w tzw. szczycie. Na osiedlu znajduje się także nieczynny przystanek kolejowy Szczecin Drzetowo.

## Zdjęcia

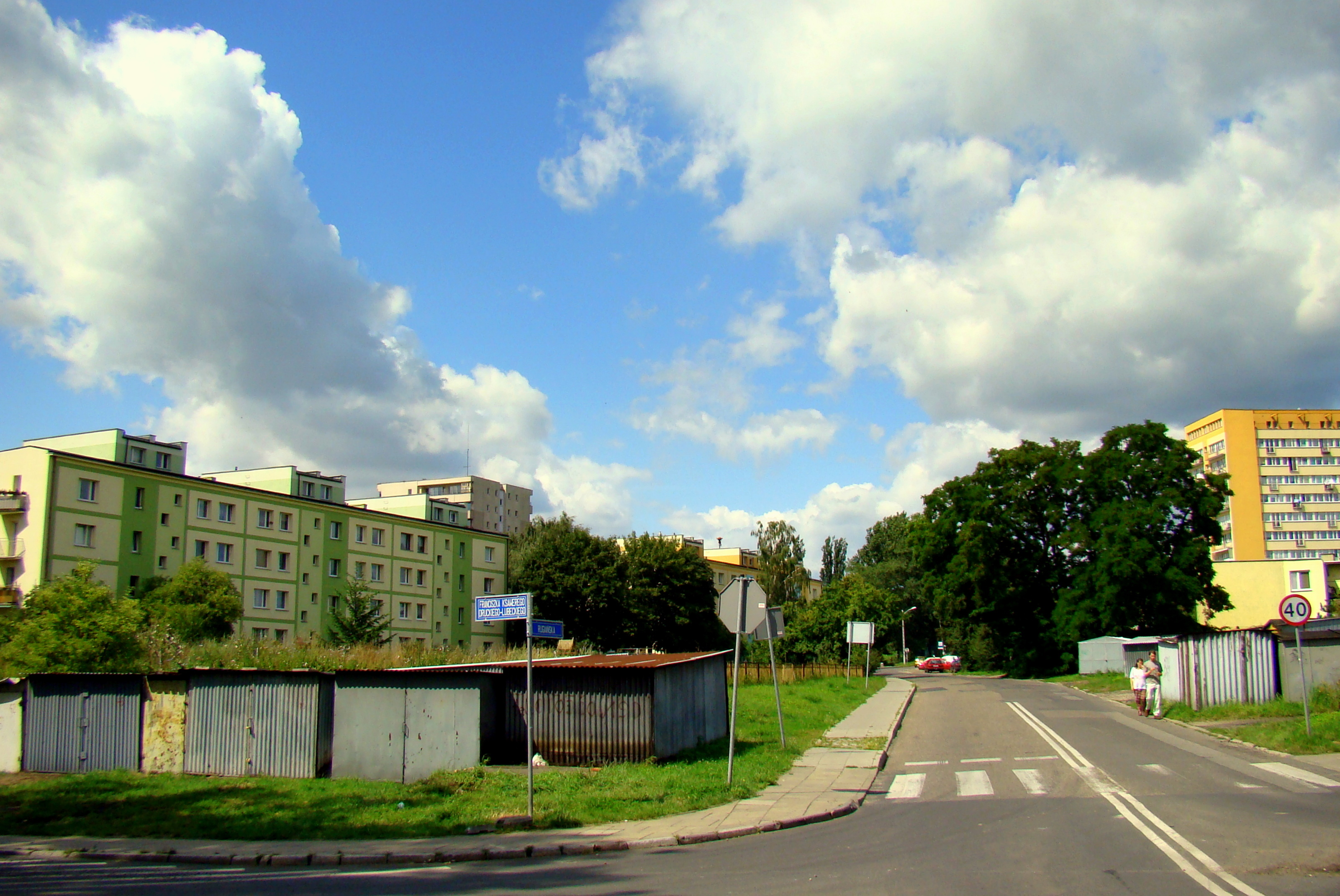
Zabudowa dolnej części ul. Rugiańskiej
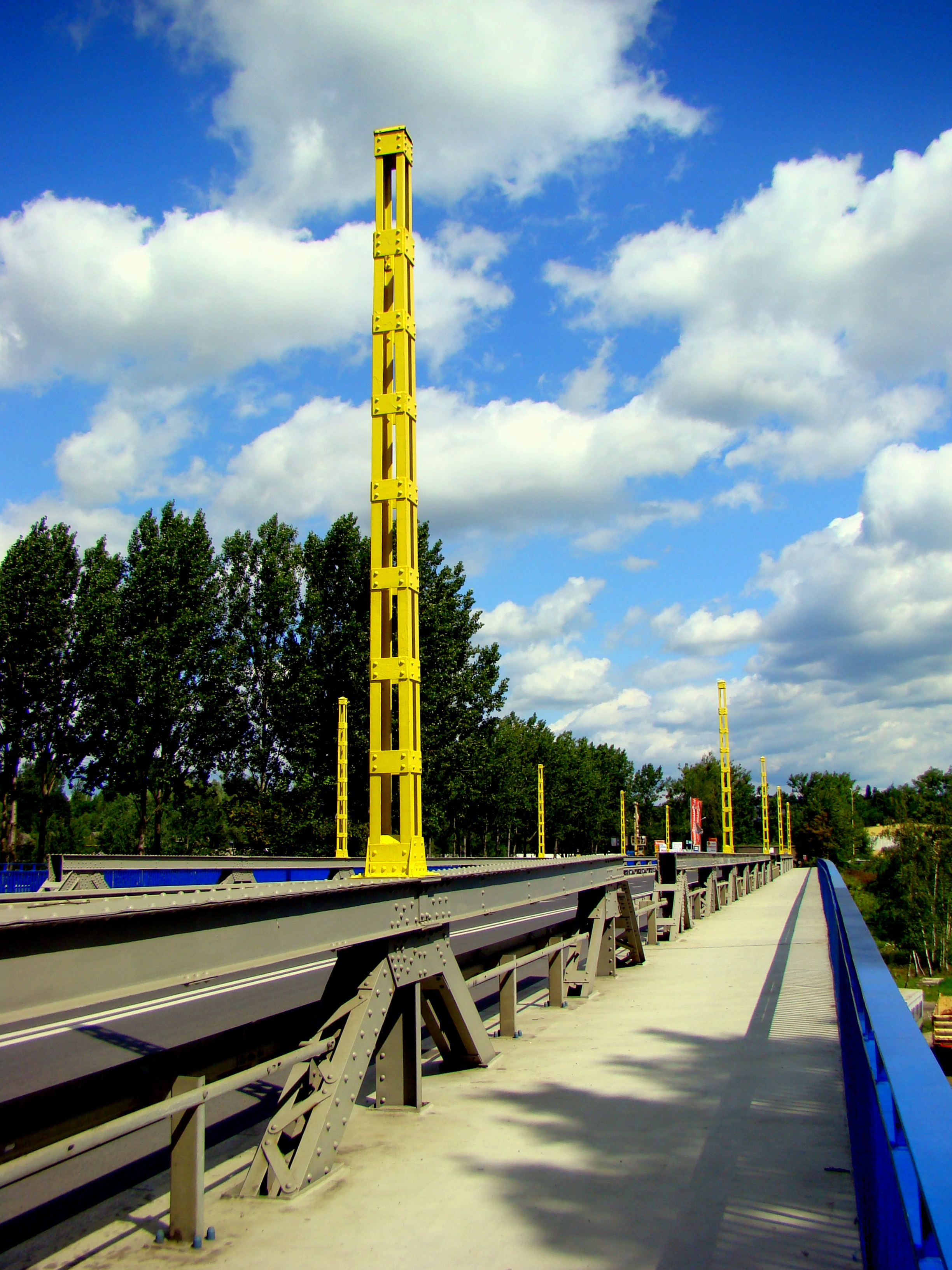
Stalowy wiadukt na Drzetowie